# Sejong le Grand
Pour l’article homonyme, voir Sejong (ville).
Sejong le Grand (prononcé : /se(ː).dʑoŋ/ ; en coréen : 세종대왕 ; hanja : 世宗大王), né le 15 mai 1397 et mort le 17 février 1450, roi de 1418 à sa mort, est le quatrième souverain de la dynastie coréenne Joseon. Sa principale réalisation qui le rend particulièrement important et célébré encore aujourd'hui est l'invention de l'alphabet coréen ou hangeul (한글)
Selon Louis-Jean Calvet, « le hangeul se fonde sur une analyse très précise de la phonologie de la langue, et la précision de cette écriture, sa parfaite adéquation à la langue coréenne, font que le hangeul est souvent présenté comme le meilleur alphabet du monde ».

## Biographie

### Origine et enfance
Sejong le Grand (세종대왕, 世宗大王) naquit le 15 mai 1397 (10 avril du calendrier lunaire) dans le quartier de Junsubang à Hanyang (aujourd'hui Séoul), sous le règne de son grand-père Taejo, fondateur de la dynastie Joseon. Son nom personnel était Yi Do (이도), et il fut initialement surnommé Makdong (막동). Il était le troisième fils du roi Taejong (alors connu sous le titre de Jeongangun) et de la reine Wongyeong (née Min).
Sejong avait plusieurs frères et sœurs, dont les princes Yangnyeong et Hyoryeong ainsi que des princesses aînées telles que Jeongsun, Gyeongjeong et Gyeongan. En 1408, il fut nommé Chungnyeonggun (prince Chungnyeong) et épousa Shim On, la future reine Sohun.
Dès son plus jeune âge, Sejong manifesta une passion exceptionnelle pour les études. Il fut formé par des érudits renommés tels que Yi Rae, Byeon Gye-ryang et plus tard Gwon Woo, disciple de Jeong Mong-ju. Sa quête de savoir était si intense qu’elle eut un impact sur sa santé, provoquant des problèmes oculaires et des épisodes de surmenage. Inquiet, son père, le roi Taejong, lui interdit temporairement la lecture pour préserver sa santé.

### Relations familiales et conflits avecYangnyeong
En 1412, Sejong fut promu Chungnyeongdaegun (grand prince Chungnyeong), un titre partagé avec son frère Hyoryeong. Connu pour sa piété filiale, Sejong montra un grand respect envers ses parents et une affection particulière pour ses frères et sœurs. Son dévouement envers son frère cadet Seongnyeong, gravement malade, témoigne de cette bienveillance, bien qu’il fut profondément attristé par la mort prématurée de ce dernier.
Malgré ces qualités, les relations entre Sejong et son frère aîné, le prince héritier Yangnyeong, furent marquées par des tensions. Yangnyeong, souvent critiqué pour son comportement irresponsable, se heurta à Sejong à plusieurs reprises. Lors d’un désaccord, Sejong lui aurait conseillé de "corriger d’abord [son] cœur, puis [de prendre] soin de [son] apparence". Ces conflits culminèrent lorsque Yangnyeong accusa Sejong d’avoir rapporté ses comportements inappropriés à leur père.

### Déchéance deYangnyeonget montée au trône
En tant que fils aîné de Taejong, le Grand Prince Yangnyeong était destiné à hériter du trône. Cependant, Taejong et les fonctionnaires de la cour jugeaient de plus en plus Yangnyeong inapte à assumer ce rôle en raison de son comportement erratique et irresponsable. Dans une série d'événements de plus en plus graves impliquant l'affaire de Yangnyeong avec Eori, une concubine de Kwak Sŏn, Yangnyeong fut finalement déposé de sa position de prince héritier.
À la mi-1418, les fonctionnaires de la cour petitionnèrent Taejong pour qu'il envisage un nouveau candidat au trône. Suivant la règle de la primogéniture, Taejong songea initialement à l'aîné de Yangnyeong comme héritier. Cependant, les fonctionnaires s'y opposèrent et insistèrent pour que Taejong choisisse une personne sage comme prince héritier. Le roi Taejong demanda aux fonctionnaires de proposer une alternative. Selon les Annales royales, leur réponse fut indirecte : "Le père connaît le mieux ses fils, tout comme le roi connaît le mieux ses sujets." Taejong jugea que son second fils, le Grand Prince Hyoryeong, avait une nature trop douce pour ce rôle. Il proposa alors Sejong, qu'il considérait comme intelligent et perspicace en matière de politique. Les fonctionnaires accueillèrent favorablement cette décision et confirmèrent que Sejong avait été leur choix préféré. Le 8 juillet 1418, il fut nommé prince héritier de Joseon.
Bien qu’il fût monté sur le trône, Sejong resta initialement sous l’influence de Taejong, qui continua à superviser les affaires militaires et politiques. Taejong élimina également les factions rivales, notamment la famille de la reine Sohun, consolidant ainsi le pouvoir du nouveau roi.

## Politique extérieure sous le règne de Sejong

### Relations avec la Chine (dynastie Ming)
Sejong maintint une politique de vassalité envers la Chine des Ming, envoyant des tributs annuels en échange de biens de plus grande valeur. Cependant, il chercha à alléger le fardeau des tributs imposés à la Corée, en particulier ceux concernant les jeunes femmes (gongnyeo) et les métaux précieux comme l’or et l’argent. Ces contributions constituaient une charge importante pour les finances du royaume.
Sous Taejong et Sejong, la Corée dut offrir des jeunes femmes comme concubines au palais impérial des Ming, ainsi que de l’or et de l’argent en guise de tribut. À l'époque de Sejong, 74 jeunes femmes furent envoyées, un chiffre supérieur aux 40 de l’époque de Taejong. En dépit des requêtes répétées pour cesser ces pratiques, les Ming continuèrent à les exiger. En 1430, Sejong envoya des émissaires, dont son demi-frère Hamnyeong-gun, pour demander l’exemption de ces tributs en arguant que la Corée ne possédait pas de ressources minières significatives. Finalement, il parvint à un accord : le tribut en or, en argent et en jeunes femmes fut remplacé par des chevaux, de la soie et du ginseng.

### Relations avec le Japon
Sejong adopta une politique mixte envers le Japon. Initialement, il privilégia des mesures conciliantes, comme l’ouverture de ports commerciaux (Sampho Kaegang), mais il eut également recours à la force. En 1419, les incursions répétées des pirates japonais (wakō) incitèrent Sejong, sur les ordres de l'ancien roi Taejong, à ordonner une expédition punitive contre l'île de Tsushima (Daema-do en coréen). L’expédition fut menée par Yi Jong-mu avec une flotte de 227 navires et 17 000 soldats. Après dix jours de combats, le seigneur de Tsushima se rendit. Bien que cette campagne ait infligé des pertes importantes aux deux côtés, elle permit de libérer des captifs coréens et chinois détenus par les pirates.
Après cette expédition, Sejong adopta une approche plus diplomatique pour stabiliser les relations avec le Japon. En 1426, il autorisa l’ouverture de trois ports (Naeipo, Busanpo et Yeompo) pour le commerce, et en 1443, il signa le Traité de Gyehae (Gyehae Yakkjo). Ce traité régula les échanges commerciaux, limitant à 50 le nombre de navires japonais autorisés à commercer annuellement avec la Corée et fixant une quantité de riz (200 seok) comme taxe commerciale. Cette politique contribua à réduire significativement les activités des pirates japonais pendant près d’un siècle, jusqu’à l’incident des Trois Ports (Sampowaeran) au XVIe siècle.

### Extension territoriale et relations avec les Jürchens (tribus de Mandchourie)

#### Contexte et principes
La politique des Quatre Districts et Six Garnisons (4군 6진, Sagun Yukjin) a été mise en œuvre sous le règne du roi Sejong dans le cadre d'une stratégie visant à sécuriser et à développer les territoires frontaliers au nord, principalement le long des fleuves Yalu (압록강) et Tumen (두만강). Cette initiative s'inscrit dans la continuité de la politique d'expansion vers le nord, relancée après le déclin des ambitions militaires sur la région de Liaodong.

Sejong justifia cette politique par un principe énoncé dans les Annales de Sejong :
« Les terres que nos ancêtres ont défendues, même si elles ne représentent qu’un pouce de sol ou une mesure infime, ne doivent jamais être abandonnées. »

(Annales de Sejong, volume 78, 6 août 1437).

#### Création des Quatre Districts (1433)
En 1433, le général Choi Yun-deok fut chargé de conduire une expédition militaire contre les clans Jürchens occupant la région de l’Amnokgang (압록강) et du plateau de Kaema (개마고원). Lors de la bataille de Pajagang (婆猪江), les troupes coréennes remportèrent une victoire décisive. À la suite de cette campagne, quatre districts militaires (4군) furent établis pour renforcer la défense et l'administration dans cette zone :
- Yeoyeon (여연, 閭延),
- Jaseong (자성, 慈城),
- Muchang (무창, 茂昌),
- Uye (우예, 虞芮).

#### Établissement des Six Garnisons (1437)
En 1437, le général Kim Jong-seo mena une série de campagnes contre les incursions des Jürchens dans la région de Hamgil (함길도, actuelle province de Hamgyong). Ces opérations repoussèrent les forces ennemies au-delà du fleuve Tumen, permettant à la Corée d'établir six garnisons (6진) pour consolider sa présence dans cette région :
- Onseong (온성, 穩城),
- Gyeongwon (경원, 慶源),
- Gyeongheung (경흥, 慶興),
- Buryeong (부령, 富寧),
- Hoeryeong (회령, 會寧),
- Jongseong (종성, 鍾城).

#### Gestion et intégration des nouveaux territoires
Pour sécuriser et administrer ces nouvelles terres, Sejong ordonna le transfert de résidents des régions méridionales de la péninsule coréenne : la politique du Samin Jeongchaek ; 사민정책 ; 徙民政策) vers ces zones frontalières. La mise en place du système des gouverneurs locaux (토관제도, Togwan Je-do) permit également d’intégrer les élites locales d’origine Jürchen dans l’administration, renforçant ainsi le contrôle et la coopération dans ces régions stratégiques.
Cette expansion territoriale renforça la défense du royaume contre les incursions des Jürchens et établit les bases d’un contrôle durable des frontières nord de la Corée. Elle symbolisa également l'affirmation de la souveraineté coréenne sur ces territoires.

## Politique intérieure et administration sous le règne de Sejong

### Création du Hunminjeongeum (훈민정음)
Voir également les articles détaillés : Hunminjeongeum et Hangeul.

#### Contexte et processus de création
Le Hunminjeongeum (訓民正音, "Les sons corrects pour l'instruction du peuple") a été créé sous le règne du roi Sejong dans le but de doter la Corée d'un système d'écriture adapté à sa langue vernaculaire, distinct du chinois classique, alors en usage pour l'écriture officielle et savante.
La conception du Hunminjeongeum a été menée dans un cadre restreint et confidentiel pour éviter les oppositions au sein des élites érudites, fortement attachées à l'utilisation exclusive des caractères chinois (Hanja, 한자).
Sejong voyait dans cette invention un moyen de faciliter la communication entre le roi et son peuple, tout en promouvant l'alphabétisation et la justice sociale. Cette réforme avait également une signification politique : renforcer la légitimité de la dynastie Joseon en rapprochant le pouvoir royal du peuple.

#### Rôle de la Jiphyeonjeon
En 1420, Sejong fonda la Jiphyeonjeon (집현전, "Hall des érudits"), un institut destiné à la recherche politique et culturelle. Ce groupe d'érudits, bénéficiant d'un traitement privilégié, joua un rôle clé dans les études linguistiques ayant abouti à l'élaboration de l'alphabet.

#### Création des 28 caractères
En 1443, le roi acheva la création des 28 lettres qui composent le Hunminjeongeum. Il expliqua dans les préfaces officielles que les caractères chinois, adaptés à la langue chinoise, étaient inadaptés au coréen, ce qui empêchait les gens ordinaires d'exprimer correctement leurs pensées.
L’alphabet repose sur des principes scientifiques et philosophiques :
- Les voyelles reflètent les principes du yin et du yang ainsi que l’harmonie cosmique.
- Les consonnes sont inspirées des formes des organes vocaux et des principes des cinq éléments (Ohaeng, 오행).

Voici un extrait de l’explication du roi dans le Hunminjeongeum Haerye (exégèse du Hunminjeongeum) :
« La langue de notre pays diffère de celle de la Chine, et les caractères chinois ne permettent pas de l’exprimer pleinement. Par conséquent, beaucoup de personnes parmi les gens ordinaires ne peuvent communiquer leurs idées. Ému par cette situation, j’ai créé 28 nouveaux caractères dans l’espoir que chacun puisse les apprendre facilement et les utiliser quotidiennement. »

(Hunminjeongeum Eoje, préface par Sejong).

#### Publication et diffusion
Le Hunminjeongeum fut officiellement promulgué en septembre 1446. À cette occasion, Jeong In-ji, alors vice-ministre de l'Éducation, rédigea une préface au manuel explicatif intitulé Hunminjeongeum Haerye.
Selon les Annales de Sejong, cet alphabet fut conçu pour être simple à apprendre :
- Une personne instruite pouvait le maîtriser en une demi-journée.
- Une personne sans éducation pouvait l’apprendre en dix jours.

#### Caractéristiques et impact
Le Hunminjeongeum se distingue par sa polyvalence et sa précision. Il permet de transcrire fidèlement toutes les langues et sons, y compris ceux des animaux ou des éléments naturels. Cette souplesse en fit un outil précieux pour l’éducation, la gestion administrative et la résolution des litiges juridiques.

Un extrait des Annales de Sejong loue les qualités de cet alphabet :
« Avec ces 28 lettres, il est possible d’exprimer toute pensée, de décrire tout son, et de résoudre toute ambiguïté. »
Grâce à cette innovation, Sejong est reconnu comme l’un des monarques les plus éclairés de l’histoire coréenne. L’écriture hangeul, dérivée du Hunminjeongeum, reste aujourd’hui un symbole fondamental de l’identité culturelle et linguistique coréenne.

### Nomination des hauts fonctionnaires et partage des responsabilités sous le règne de Sejong
Sous le règne du roi Sejong, un système de gestion collégiale fut établi afin de gouverner efficacement l'État. Cette stratégie s'appuyait sur la collaboration avec des hauts fonctionnaires talentueux et intègres, à qui des responsabilités spécifiques étaient déléguées. Ce modèle fut formalisé par la mise en œuvre du système de gouvernance par le Conseil d'État (Uijeongbu Seosa-je, 의정부서사제).

#### Les rôles des principaux hauts fonctionnaires
Sejong, en suivant une politique basée sur la gouvernance civile, confia les affaires de l’État à trois hauts fonctionnaires (Jeongseung), en instaurant ainsi le système de gouvernance par le Conseil d’État (Uijeongbu Seosa-je).
Hwang Hee se vit attribuer principalement les domaines des ressources humaines, de l’administration et des affaires militaires. Maeng Sa-seong fut chargé des questions éducatives et des réformes institutionnelles, tandis que Yun Hoe joua un rôle d’intermédiaire avec le roi retraité Taejong et fut responsable des affaires diplomatiques. Les examens d’État furent répartis entre Maeng Sa-seong et Yun Hoe. Plus tard, lorsque Kim Jong-seo fut élevé au rang de haut fonctionnaire, il prit en charge les affaires militaires et contribua aux stratégies de défense. Bien que Maeng Sa-seong et Hwang Hee partagent des points de vue similaires, leurs personnalités différaient sensiblement.
Hwang Hee était connu pour sa clarté et sa droiture, tandis que Maeng Sa-seong se distinguait par sa douceur, sa générosité et sa finesse. Si Hwang Hee était principalement un érudit, Maeng Sa-seong était davantage un artiste. Yun Hoe, quant à lui, partageait également un penchant pour les arts. Le roi Sejong confia à chacun des tâches adaptées à leurs compétences et à leurs tempéraments. Hwang Hee excellait dans les ministères exigeant une grande résolution, comme le Ministère des Personnels (Ijo) et celui des Armées (Byeongjo). En revanche, Maeng Sa-seong gérait efficacement les domaines nécessitant de la flexibilité, notamment au Ministère des Rites (Yejo) et des Travaux publics (Gongjo). Yun Hoe se consacrait principalement aux relations diplomatiques et aux activités académiques de la Bibliothèque royale (Jiphyeonjeon).
Ainsi, les missions nécessitant de la délicatesse étaient confiées à Maeng Sa-seong, tandis que celles exigeant de la rigueur étaient attribuées à Hwang Hee. Par exemple, Hwang Hee joua un rôle central dans l’expansion des frontières nord, en supervisant la création des six forteresses (6진) et des quatre districts (4군). Il participa également à la réforme des institutions et à la promotion culturelle autour de la Bibliothèque royale.
À l’inverse, Maeng Sa-seong, grâce à ses compétences en musique, formait les musiciens de cour ou supervisait les examens en évaluant les compétences littéraires et académiques des candidats. Yun Hoe, semblable à Maeng Sa-seong, se chargeait principalement des relations diplomatiques, de la rédaction des documents officiels et jouait un rôle de médiateur entre Sejong et Taejong.
Conscient des risques liés à la concentration du pouvoir, Sejong ne déléguait jamais tous les pouvoirs à une seule personne. Les responsabilités étaient souvent partagées ou délibérées en collaboration entre les hauts fonctionnaires. Indépendamment de leurs fonctions ou de leurs caractères, ces fonctionnaires avaient en commun leur impartialité et leur capacité à séparer intérêts publics et privés.

## Avancées scientifiques

### Angbu Ilgu (Horloge solaire)
Les horloges solaires restantes aujourd'hui ont toutes été fabriquées après l'introduction du calendrier Shihen en 1654. Sous le règne de Sejong, ce dernier ordonna à Jeong In-ji, Jeong Cho, Lee Cheon, Jang Yeong-sil et d'autres de concevoir des instruments scientifiques destinés à aider directement la vie des citoyens et l'agriculture, tels que le Ganui (instrument astronomique), le Honcheonui, le Honsang, ainsi que des horloges astronomiques et des instruments de mesure du temps comme l'Angbu Ilgu (horloge solaire), le Jageugru (horloge à eau) et le Nukho (instrument à fuites d'eau). Il fit également construire à la cour un lieu ressemblant à un musée scientifique, le Heumgyeonggak, où ces instruments furent installés.

### Astronomie et calendrier
Sejong utilisa les cartes astronomiques anciennes pour en créer une nouvelle version, et ordonna à des experts comme Lee Sun-ji et Kim Dam de compiler des ouvrages sur l'astronomie et les calendriers. Ils consultèrent des systèmes de calculs comme le Sushi chinois et le Hijri arabe pour créer le Chiljeongsan (calcul des sept planètes), un calendrier plus précis fondé sur l'observation astronomique depuis Séoul. Lee Sun-ji rédigea également le Jegae Yeoksangjip, un ouvrage sur les phénomènes astronomiques et les calculs liés au temps.

### Impression et typographie en métal
Lorsque les caractères en bronze créés sous le règne de Taejong, appelés Gyeo-mi-ja (caractères de l'année Gui-mi), furent jugés irréguliers et peu pratiques, Sejong ordonna la fabrication de nouveaux caractères en métal tels que le Gyeong-ja-ja (en 1420), le Gabin-ja (en 1434), et le Byeong-jin-ja (en 1436), ce qui contribua à perfectionner l'imprimerie en relief. Cette innovation augmenta l'efficacité de l'impression et facilita la production de livres, ce qui marqua un progrès significatif dans l’édition des textes. Les belles impressions de livres réalisées grâce aux inventions de ces nouveaux moules métalliques sont un exemple symbolique de ce temps éclairé. La création des caractères hangûl et leur impression donnaient la possibilité, pour les gens ordinaires, d'accéder aux textes. Les intellectuels coréens, très attachés aux caractères chinois, avaient cependant conscience que l'idéal même du confucianisme était la vie simple et que, grâce à ces nouveaux caractères d'écriture et le bond en avant de l'imprimerie, désormais l'accès à la sagesse était possible pour les plus humbles. 

## Innovation culturelle

### Musique et instruments de musique
Sejong a également consacré une grande attention à la musique et à l'innovation instrumentale. Il a créé le Gwanseubdogam (관습도감), une institution chargée d'organiser et de réformer la musique utilisée lors des rituels, notamment la musique chinoise de la cour, l'Aak (아악), pour l'intégrer harmonieusement avec la musique coréenne, l'Hyangak (향악). Ce processus a permis d'établir un fondement solide pour l'évolution de la musique classique coréenne.
En 1430, Sejong a supervisé la création de nouveaux instruments, tels que le Pyeonggyeong (편경), un instrument à percussion similaire au carillon, et le Pyeongjong (편종), qui étaient améliorés pour produire des sons plus réguliers et ajustables. Ce travail d'amélioration des instruments était particulièrement important, car les instruments traditionnels étaient souvent fabriqués à partir de matériaux comme le fer ou l'argile, qui avaient des défauts de tonalité. Grâce à l'utilisation de pierres, qui ne changent pas de forme en fonction de la température ou de l'humidité, Sejong a permis d'obtenir des sons plus équilibrés et constants, un progrès majeur pour la musique de l'époque. La notation musicale de ces œuvres a été réalisée par l'introduction du Jeongganbo (정간보), un système de notation musicale unique, qui a joué un rôle essentiel dans la conservation et la transmission de la musique de la cour.

### Publications et ouvrages littéraires
Sejong a également joué un rôle crucial dans le domaine de l'édition et de la publication. Il a supervisé la rédaction de nombreux ouvrages dans divers domaines, tant administratifs que culturels. Parmi les œuvres notables, Sejong lui-même a écrit le Wol In Cheong Gang Ji Gok (월인천강지곡), une collection de poèmes et de chansons. Il a également soutenu la publication de nombreuses autres œuvres importantes, telles que :
- Yongbi Eocheonga (용비어천가), écrit par Jeong Inji et Gwon Je, qui est un poème épique relatant l'histoire de la dynastie Joseon.
- Nongsa Jikseol (농사직설), un manuel sur l'agriculture écrit par Jeong Cho et Byeon Gye Mun, qui est l'un des premiers ouvrages agricoles systématiques en Corée.
- Goryeo sa (고려사), une histoire de la dynastie Goryeo écrite par Jeong Inji et Kim Jong-seo.
- Samgang Haengsil Do (삼강행실도), un ouvrage sur les trois principes fondamentaux du confucianisme, écrit par Seol Sun.
- Paldo Jiri Ji (팔도지리지), un ouvrage géographique sur les huit provinces de la Corée, écrit par Yun Hoe et Shin Jang.
- Chipeong Yoram (치평요람), un manuel administratif écrit par Lee Seok-hyeong.
- Seokbo Sangjeol (석보상절), un recueil de contes et de fables écrit par le prince Suyang.
- Ebang Yuchwi (의방유취), un manuel médical compilé par Kim Sun et Choi Yun.

Cette floraison de publications illustre l'engagement de Sejong dans l'amélioration de l'éducation, de la culture et du savoir dans son royaume.

## Réformes

### Réformes économiques et sociales

#### Unification des unités de mesure et fabrication de canons
En 1431 et 1446, les instruments utilisés pour définir les notes de la musique Aak (musique liturgique) furent standardisés. Le Hwangjonggwan (tube en cuivre), utilisé comme référence pour la tonalité, fut désigné comme l'instrument de mesure standard. Sa longueur fut définie comme l'unité de mesure Je (pied) et l'eau qu'il contenait comme unité de poids, ce qui établit les unités de mesure du royaume Joseon. En parallèle, Sejong développa des armes nouvelles, telles que les canons Cheonja Chongtong (canon céleste) et Jija Hwapo (canon terrestre), et commença la rédaction d'un manuel sur la fabrication et l'utilisation des canons, intitulé Chongtong Deungnok.

#### Régulation des vêtements officiels de la cour et cérémonies royales
Depuis le début du règne de Taejo, il y eut des discussions concernant les vêtements officiels, mais au lieu d'établir un système propre, les vêtements royaux étaient souvent apportés par les envoyés de la dynastie Ming, y compris la couronne du roi et les vêtements royaux de la reine. En 1426, il régla le port des vêtements officiels en fonction des occasions, en introduisant des distinctions selon les rituels : les vêtements de cour pour les audiences royales, les vêtements de cérémonie pour les rites, les vêtements officiels pour les cérémonies publiques, et les vêtements simples pour les fonctions quotidiennes. Avant cette régulation, il semble que les vêtements officiels étaient utilisés de manière interchangeable, sans distinction spécifique.

#### Réorganisation des affaires sociales
Sous le règne de Sejong, plusieurs efforts ont été entrepris pour améliorer les conditions économiques et sociales. Parmi ces efforts, il a supervisé la publication d'ouvrages concernant l'agriculture et le sériciculture, mis en place une gestion rigoureuse de la loi Hwangok (환곡법, un système d'emprunt agricole), supervisé la fabrication des Joseon Tongbo (la monnaie du Joseon), et fondé le Jeonje Sangjeongso (田制詳定所), un organisme destiné à établir un système foncier précis. Ces réformes ont permis de stabiliser l'économie et d'améliorer la vie des paysans.

#### Fiscalité et introduction duGongbeop(공법)
Sejong a également mené d'importantes réformes fiscales pour stabiliser l'économie du royaume et rendre le système fiscal plus équitable. Avant son règne, le système fiscal était basé sur le Dapheom Sonshilbeop (답험손실법), qui avait de graves défauts en raison de la corruption des fonctionnaires locaux, ce qui affectait directement les paysans. Ce système était inefficace et injuste, et il favorisait les abus.
En 1430, Sejong a décidé d'abolir ce système, introduisant une nouvelle méthode de taxation plus équitable, le Gongbeop (공법), ou système de contribution. Le Gongbeop visait à simplifier et à rationaliser la collecte des impôts en fonction de la fertilité des terres et des conditions agricoles annuelles. Les terres étaient classées en six catégories en fonction de leur fertilité, et les impôts étaient alors calculés en fonction de cette classification, selon la Jeonbun Yukdeungbeop (전분육등법). De plus, un autre aspect de ce système, le Yeonbun Gu Deungbeop (연분구등법), visait à ajuster les taxes en fonction de la récolte de chaque année, en fonction de l'abondance ou de la pénurie des récoltes. Selon ce système, les paysans devaient payer entre 4 et 20 du de riz par unité de terre (le du étant une ancienne unité de mesure pour le riz).
En 1436, Sejong a établi un comité, le Gongbeop Sangjeongso (貢法詳定所), pour finaliser les détails du nouveau système fiscal. Les savants du Jiphyeonjeon (집현전), l'académie royale de Joseon, ont été impliqués dans les recherches et les essais, et, après de nombreuses consultations, le système a été adopté en 1444. Cette réforme a posé les bases du système fiscal de la dynastie Joseon et a perduré pendant toute la durée de celle-ci, devenant un modèle fondamental pour les générations futures.
Ainsi, les réformes fiscales et judiciaires de Sejong ont eu un impact majeur sur le gouvernement de Joseon, en stabilisant à la fois le système politique et économique et en mettant en place des bases solides pour la gouvernance du royaume.

### Réformes législatives et administratives

#### Réorganisation du système juridique
Sejong a commencé dès le début de son règne à mettre de l'ordre dans le système juridique. En 1422 (4e année de son règne), il a créé l'organe Yukjeon Suchanseok (六典修撰色) dans le but de compléter la compilation du Sok Yukjeon (속육전), un code législatif. Sejong y a directement participé et la première version du Sok Yukjeon a été achevée en 1426. En 1433, la version révisée intitulée Shinchan Gyeongje Sok Yukjeon (新撰經濟續六典) a été complétée. Ce projet de révision du code a continué jusqu'en 1435, avec la finalisation du Sok Yukjeon.

#### Établissement du système pénal
Sejong a également réformé le système pénal et introduit une politique de Heumhyul (흠휼, clémence royale). En 1439, des Jookokdo (図獄圖, cartes des prisons) ont été créées et distribuées dans chaque région pour définir les types de prisons et leurs conditions. En 1448, des lois ont été promulguées pour protéger les prisonniers contre les intempéries et maintenir des conditions d'hygiène adéquates dans les prisons.
Bien que Sejong ait appliqué une politique de clémence pour les délits mineurs, il a durci les peines pour les crimes graves. Par exemple, les voleurs étaient condamnés à des peines corporelles telles que la Saja (刺字, marquage du visage) et la Dangun (断筋刑, amputation des membres), et les récidivistes pouvaient être exécutés par pendaison (Gyohyeong). Pour les condamnations à mort, Sejong a introduit la règle de la Geumbu Sambokbeop (禁府三覆法), qui imposait un examen approfondi du verdict par trois jurys distincts avant qu'une sentence capitale ne soit prononcée.
Sejong a également pris des mesures pour prendre en compte les familles des prisonniers en ordonnant que les enfants des condamnés puissent être soutenus, et en permettant aux prisonniers exilés de rendre visite à leurs parents âgés.

## Mort

### Derniers Jours et Décès de Sejong
Les dernières années du règne de Sejong furent marquées par une détérioration significative de sa santé, rendant de plus en plus difficile l'exercice de ses fonctions royales. En raison de son état de santé, son fils, le prince héritier Hyang (futur roi Munjong), prit en charge la régence à partir de 1446. Le roi Sejong chercha des remèdes à sa maladie en se rendant fréquemment dans des stations thermales et en consultant des temples bouddhistes, cherchant réconfort et guérison dans les pratiques religieuses bouddhistes, malgré l'opposition des confucéens. En 1446, après le décès de la reine Soheon, son état de santé se détériora davantage.
Sejong succomba à ses maux le 17 février 1450, après une période prolongée de souffrance. Il mourut à l'âge de 53 ans, et son décès marqua la fin d'une ère de prospérité et de réformes majeures sous sa direction. Il fut emmené dans la résidence de son fils, le prince Yeongŭngdaegun, avant de rendre son dernier souffle.

### Nom et Titre Posthume
Après sa mort, le roi Sejong fut honoré par la cour royale avec des titres posthumes. Le 22 février 1450, le roi Munjong, son fils, attribua à Sejong le nom posthume de "Yeongmun Yeomu Inseong Myeonghyo Daewang" (英文睿武仁聖明孝大王), qui signifie un roi sage et vertueux, symbolisant sa grande sagesse, sa piété, et son influence pour la prospérité du royaume. Le nom Sejong (世宗), signifiant "le roi des générations", fut également choisi, pour refléter l'idée que le règne de Sejong avait établi une période de stabilité et de paix durable pour la nation.

### Mémoire

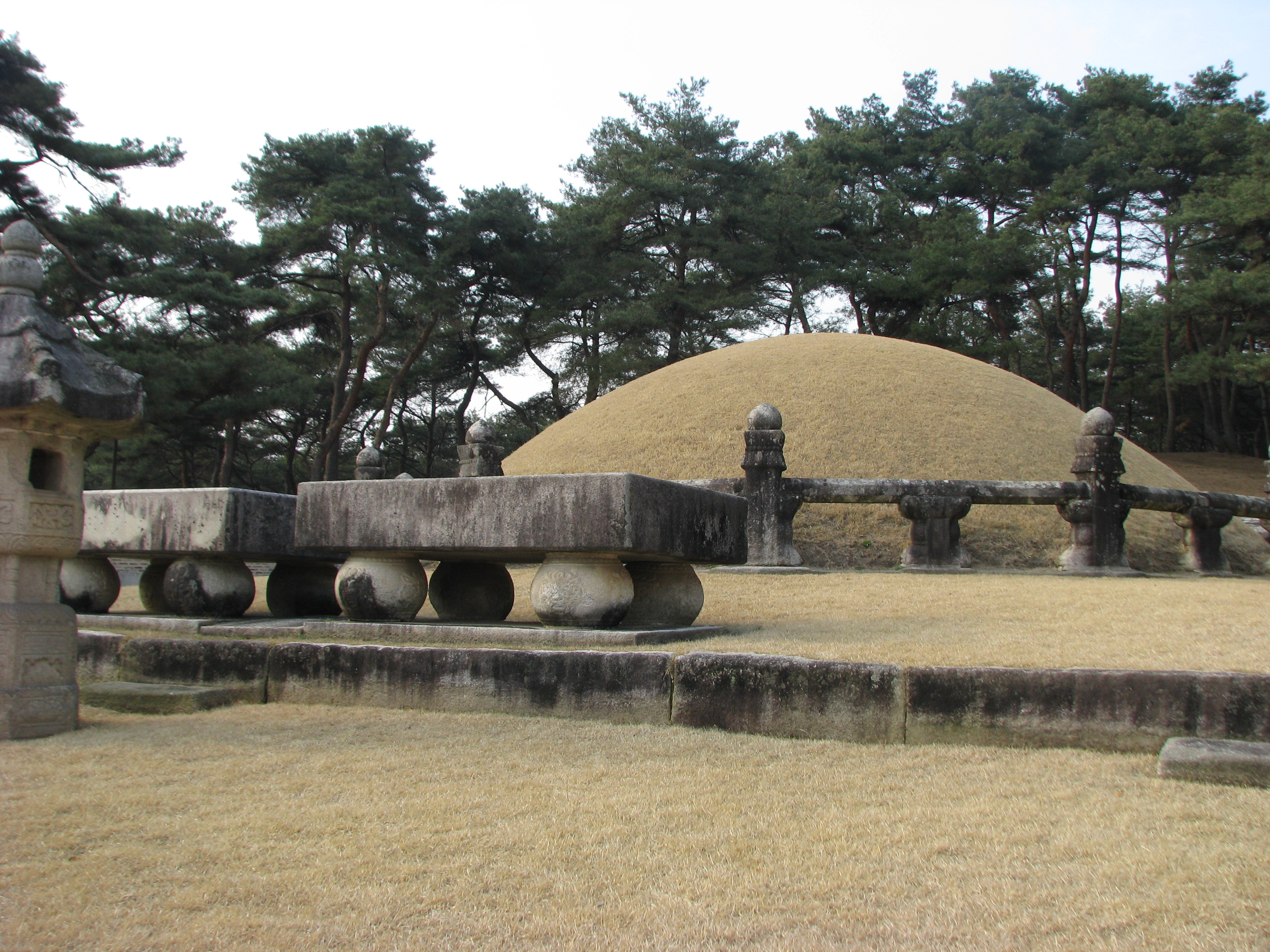
La tombe de Sejong le Grand.

Après sa mort, le roi Sejong fut enterré dans le tombeau de Yeongneung à Yeoju, dans la province de Gyeonggi. Ce tombeau est un "tumulus commun" partagé avec la reine Soheon, la mère du futur roi Munjong, et constitue un exemple de la pratique de l'inhumation des membres de la famille royale dans des tombes collectives, symbolisant l'unité familiale même dans la mort. Initialement, Sejong avait été enterré près de la montagne Guryong-san, mais en raison des mauvaises évaluations des lieux en termes de géomancie (feng shui), son tombeau fut déplacé en 1469 à son emplacement actuel, près de Yeoju.
La nouvelle capitale administrative de la Corée du Sud a été nommée Sejong en son honneur.
L'avenue Sejong (세종로) et le centre Sejong des arts vivants — au centre de Séoul — portent son nom, et il est représenté sur le billet de 10 000 wons. Une université a également pris son nom en 1987, l’université Sejong.
L'astéroïde (7365) Sejong a été nommé en son hommage.

## Dans la culture populaire

### Films
- 2012 : I Am the King, sur les trois mois précédant son ascension au trône.
- 2019 : The King's Letters, sur la création de l'alphabet coréen.
- 2019 : Forbidden Dream, sur son amitié avec le scientifique Jang Yeong-sil.

### Jeux vidéo
Le roi Sejong est un personnage jouable dans les jeux Civilization V et Civilization VI (grâce à un DLC sorti le 15 mars 2023), édités par 2K Games et développés par Firaxis Games. Il est le dirigeant de la Corée.